# 110 pr. n. št.

## Rojstva
- Hirkan II., vrhovni svečenik in kralj judejskega Hasmonejskega kraljestva († 30 pr. n. št.)

## Smrti
- Panetij, grški filozof (* 180 pr. n. št.)
- Sima Tan, kitajski zgodovinar in astronom/astrolog (* 165 pr. n. št.)